# سيزار برناردو دوترا
سيزار برناردو دوترا (بالبرتغالية: César Bernardo Dutra‏) (27 يناير 1992 في البرازيل - ) هو لاعب كرة قدم برازيلي في مركز حراسة المرمى. شارك مع منتخب البرازيل تحت 20 سنة لكرة القدم. أما مع النوادي، فقد لعب مع نادي بونتي بريتا ونادي فلامنغو.

## وصلات خارجية
- سيزار برناردو دوترا على موقع قاعدة بيانات كرة القدم.إي يو (الإنجليزية)
- سيزار برناردو دوترا على موقع Soccerway.com (الإنجليزية)